# تلاعب بالصور
تلاعب بالصور (بالإنجليزية: Photograph manipulation)‏ يُعتبر بعض تلاعبات الصور فنًا ماهرًا، بينما يعتبر البعض الآخر ممارسات غير أخلاقية، خاصةً عند استخدامها للخداع. يمكن تلاعب بالصور لأغراض الدعاية السياسية أو لتحسين مظهر العنصر أو لأغراض الترفيه أو كوسيلة للتسلية.

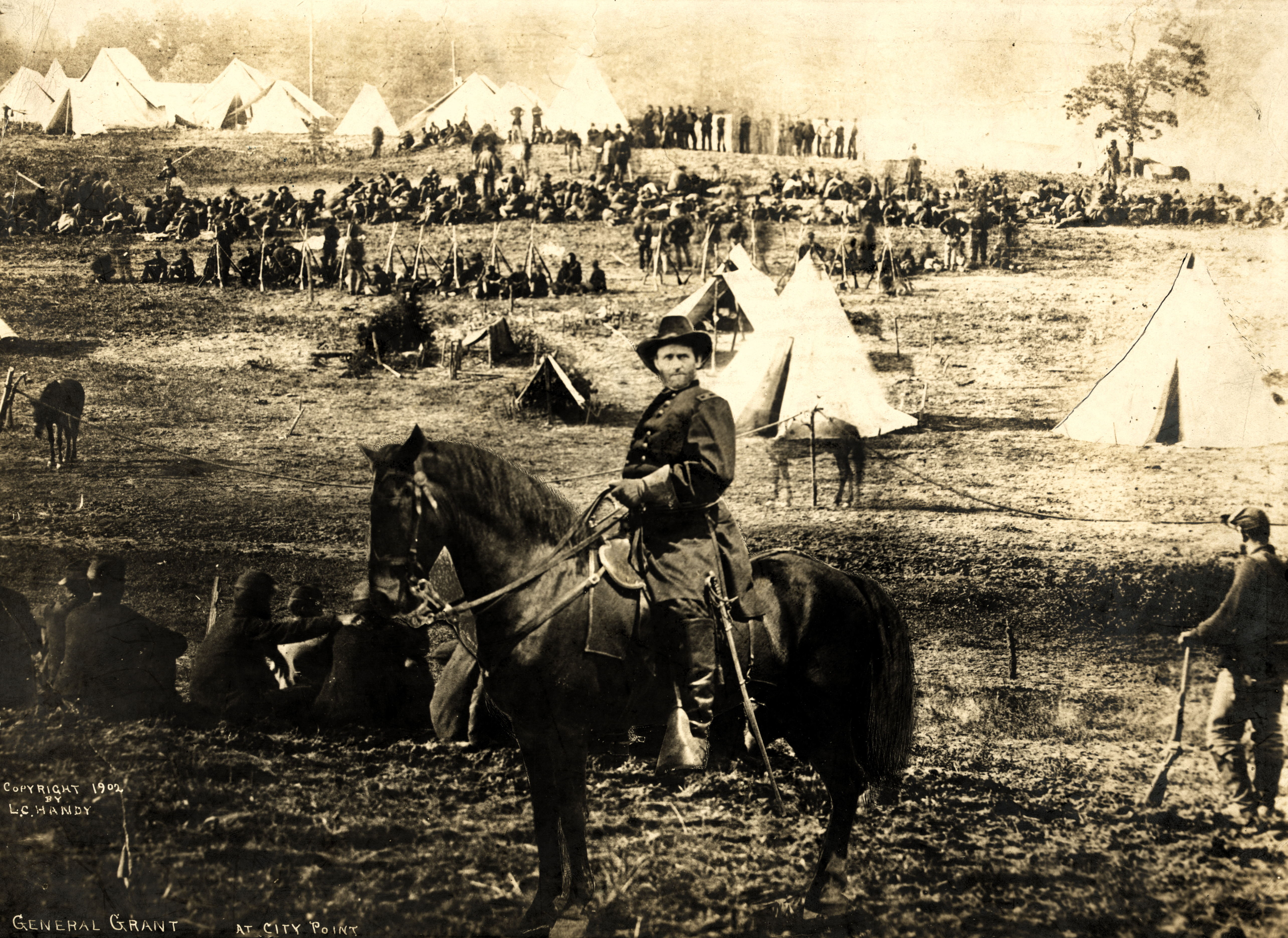
مركب من ثلاث صور مختلفة.